# Guerra de Concha

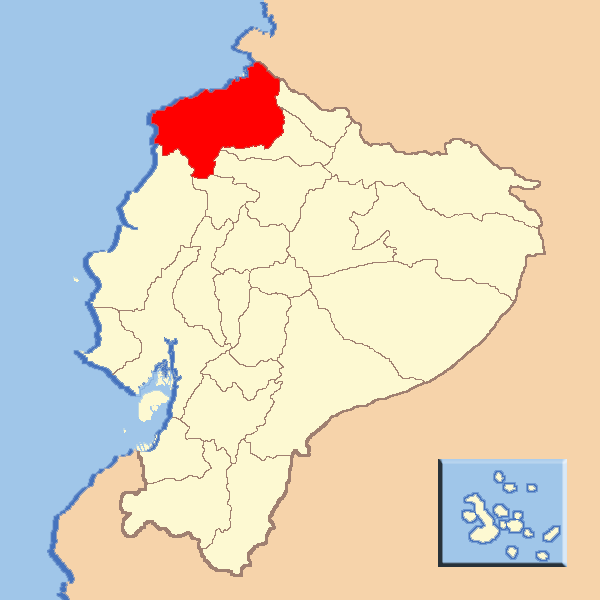
Mapa de la Provincia de Esmeraldas, donde la mayor parte del conflicto tuvo lugar

La Guerra de Concha, también conocida como la "Revolución Conchista" fue un conflicto civil ecuatoriano secundario a la revolución liberal, mantenido desde los años 1913 hasta 1916; convirtiéndose así en el conflicto armado más largo en la historia del Ecuador. Este acontecimiento se genera en la Provincia de Esmeraldas, liderado por Carlos Concha Torres, como protesta ante el asesinato del expresidente Eloy Alfaro (gestor de la Revolución Liberal)  y en contra del gobierno de turno, encabezado por Leónidas Plaza. Esta gesta combativa tuvo eco en otras provincias del Ecuador, hasta convertirse en una contienda de gran relevancia para la época en ese país.

## Antecedentes
Al morir el Presidente Emilio Estrada, se proclamó en Guayaquil la Jefatura Suprema del General Pedro J. Montero y en Quito la candidatura de Leonidas Plaza, que al principio contaba con el apoyo del Encargado del Poder Ejecutivo, Carlos Freile Zaldumbide. Desde Guayaquil llamaron a los Generales Eloy y Flavio Alfaro, este último se encontraba en Panamá. Se inició una nueva guerra civil que pronto terminó en la caída de los Alfaro.
Leonidas Plaza se había levantado contra el general Eloy Alfaro y fomentó altos niveles de corrupción administrativa y a la entrega del territorio ecuatoriano a extranjeros. Aunque el gobierno de Plaza no logró vender las islas Galápagos a Estados Unidos o a Francia, como pretendía; pero alcanzó a consumar en 1916 la entrega de aproximadamente 176.000 km² a Colombia. 
En 1912, Eloy Alfaro, junto a otro cinco próceres, fue encarcelado y posteriormente asesinado tras ser sacado de prisión por una turba organizada por el gobierno, aristócratas y sacerdotes. Sus cadáveres fueron ultrajados tras arrastrarlos por las calles de Quito y quemarlos en el parque del Ejido. En este periodo emerge la figura de Carlos Concha Torres, un liberal radical seguidor De Alfaro. Concha fue arrestado varias veces tras la caída de Alfaro para ser liberado definitivamente gracias a su defensor el Dr. Luis Felipe Borja su hijo.

## Acontecimientos
Tras su liberación, Carlos Concha se instaló en su ciudad natal, Esmeraldas, para conspirar contra el régimen. Al amanecer del 24 de septiembre de 1913 asaltó con 150 hombres el Cuartel del Batallón de Infantería Manabí No. 16 de línea que guarnecía la plaza y aunque fueron rechazados por la marinería del Cañonero Cotopaxi. Los alzados se retiraron en completa formación a la hacienda Tachina, desde donde lanzó un Manifiesto a la Nación en el que se acusaba al Presidente Plaza de ser el autor principal de crímenes horrendos, tiranía e indigno de ostentar insignias de mando. A su vez, el Congreso del cuadro fue calificado como una “agrupación inmunda de seres abyectos, cómplices de sus crímenes”. A través del manifiesto se consolidó la insurrección como único método de derrocar y castigar a Plaza. Una amplia facción de la sociedad ecuatoriana siguió a Concha y los exilados en Lima le nombraron General y jefe Supremo del Partido Liberal.
Uno de los combates más importantes fue el de El Guayabo, en la parroquia Majua, junto al río Esmeraldas, entre 10 el 12 de diciembre de 1913.  Velasco salió con sus tropas desde Esmeraldas el 10 de diciembre y avanzó hasta la cordillera del Guayabo. En la hacienda de Peregrino Montero acamparon los revolucionarios que se enfrentaron a una tropa compuesta por 1.200 policías y soldados. Estos últimos fueron emboscados por los guerrilleros el día 12 y tras sufrir enormes pérdidas debió capitular el 14 en el pueblo de Chinca ante Concha, junto a un botín compuesto de 800 fusiles, 2 cañones y 40.000 municiones. Entre las bajas gobiernistas estuvo el Segundo Jefe, Tte. Cor. Alejandro Andrade Lalama del batallón Constitución. El 16 entró Concha triunfante en la población de Esmeraldas al mando de 700 hombres organizado en cinco columnas.

## Bombardeo de Esmeraldas
Cuando el Presidente Plaza, que participaba en las operaciones, se enteró de la derrota, montó en cólera y ordenó al Cazatorpedero “Simón Bolívar” que disparara el 26 de diciembre contra la población civil, para dispersar a los 1.200 hombres de Concha, porque ya habían aumentado. Enseguida concentró un Tercer ejército en Bahía de Caráquez, que embarcó en una flotilla de Guerra y bombardeó nuevamente Esmeraldas el 10 de febrero de 1914, ocasionando un gravísimo incendio en el malecón, pero no pudo desembarcar. Mientras, las fuerzas conchistas y la población civil, retiradas en un sitio cercano, presenciaron a la marinería del Cañonero “Cotopaxi” en su inicua y criminal labor. Esta ha sido la única ocasión en la historia de nuestro país, que se ha bombardeado e incendiado un puerto a mansalva, sin respetar los derechos y las vidas de la población. Por eso el bombardeo de Esmeraldas constituye uno de los más repudiables crímenes cometidos en nuestro país, porque se violaron las normas legales establecidas para la guerra entre países civilizados. Dos días después Plaza ordenó el bombardeo de la boca con idénticos resultados y cambiando la táctica, enfiló hacia el norte, arribó el 28 a Limones y asumió la dirección de las operaciones militares; que sin embargo, se estancaron por la llegada de las lluvias.
Otro de los combates se dio en la playa de Tacusa y Camarones. Un tercer combate se dio en lo que es hoy La Propicia 1, en el sur de la ciudad, el 5 de mayo de 1914. Finalmente, Esmeraldas fue bombardeada y posteriormente víctima de inauditos crímenes de guerra lo cual causó grandes incendios, pérdidas humanas y destrucción de edificaciones.

## Desenlace
El 7 de marzo volvieron las fuerzas a enfrentarse. El día 11, los conchistas abandonaron Esmeraldas tras la ocupación del gobierno. Al mismo tiempo, los Coroneles Moisés Oliva y Enrique Valdés Concha desembarcaban al norte con el Tercer ejército y lentamente avanzaron por la playa hasta el Estero de Camarones donde fueron sorprendidos y aniquilados el Viernes Santo 12 de abril a las 11 de la mañana. Allí murió Valdés de un disparo y Oliva se retiró azarosamente hacia los barcos. En la provincia de Imbabura, amagaba el Coronel Carlos Andrade Rodríguez pero fue rechazado en Ibarra. Oliva en cambio, logró arribar a la hacienda La Propicia, de propiedad de la familia Concha en las afueras de Esmeraldas, y la ocupó sin resistencia. En la madrugada del 5 de mayo fue atacado por las fuerzas conchistas resultando herido en la boca y se rindió al mediodía con sus tropas. Plaza miraba la batalla con largavistas y exclamó “Id a auxiliar a esa tropa de Propicia, que yo me quedo aquí por lo que pueda ofrecerse”. Empero, a pesar de sus éxitos militares, la revolución había quedado circunscrita a la provincia de Esmeraldas, donde era mayoritaria, aunque el gobierno seguía adueñado de la capital. Tantos hechos notables habían convertido a Carlos Concha en un auténtico líder y los numerosos exiliados políticos reunidos en Lima hacían conocer internacionalmente su figura.
El 15 de mayo, las fuerzas conchistas tomaron la hacienda "La Propicia”' ubicada al lado de la población, el presidente Plaza consideró su situación desesperada, se refugió en el "Cotopaxi" y al día siguiente partió a Quito, dejando instrucciones para que sus tropas resistieran hasta el final. En abril Carlos Andrade había levantado una montonera en el norte y tras intensos combates en las provincias de Imbabura y Carchi era aprisionado en "La Quinta". 
En el mes de junio Concha abrió operaciones sobre Manabí, cuyo litoral norte era Placista pero el Sur Alfarista. En noviembre se produjo una insurrección en Guadual y el diputado José Vicente Trujillo interpeló en el Congreso al Ministro de Guerra y Marina J. Federico Intriago; quien, para defenderse de la acusación de haber ordenado el bombardeo de la ciudad de Esmeraldas, tuvo que declarar que la orden la había impartido el propio Plaza, cuya situación personal y política estaba completamente debilitada.
Los combates se prolongaron hasta 1916, cuando Carlos Concha fue apresado y recluido en Quito hasta su muerte en 1919.

## Consecuencias
Carlos Concha é mi papá/ bajao de lo injuinito / si Carlos Concha se muere / el negro queda solito...
Canción popular de la época

Tras el escarnio internacional, el gobierno solo atinaba a calificar a la revolución de “La traición de unos cuantos negros que ansiaban cortar cabezas de serranos”, infundios raciales y regionalistas que algunos autores como Óscar Efrén Reyes han repetido en sus textos de historia. 1914 fue un año terrible, de intensas guerrillas. Esmeraldas estaba cercada por los conchistas, el nuevo Jefe gobiernista Tte. Cor. Alcides Pesantes Villacís, permanecía atrincherado en su interior y todo comercio cesó, la agricultura también se extinguió por la guerra y la población, sumida en gravísima pobreza, emigraba hacia otras provincias mientras en Guayaquil, el Banco Comercial y Agrícola de Guayaquil con autorización expresa del gobierno emitía billetes en descubierto, con la consigna de seguir entregando préstamos al ejecutivo. Por este motivo, la Deuda Pública aumentó enriqueciéndose los proveedores del gobierno y se llegó a adeudar un año de sueldo a los profesores fiscales pero el general Leonidas Plaza se aferró en el poder.
En 1915 surgió el escándalo de la firma del tratado Muñoz Vernaza-Suárez por el que Ecuador cedió gratuitamente grandes extensiones territoriales a Colombia, sin conseguir nada a cambio, a no ser, la simple promesa de ese gobierno de no prestar auxilios a los revolucionarios antiplacistas.